# Mauro Zubiaurre
Mauro Zubiaurre Hidalgo (Montevideo, 25 maggio 1994) è un cestista uruguaiano.

## Carriera
Con l'Uruguay ha disputato i Campionati americani del 2017.